# ناتالیا موهایلوسکا
ناتالیا موهایلوسکا (اوکراینی: Наталія Олексіївна Могилевська، آوانگاری: Nataliia Oleksiyivna Mohylevska؛ زادهٔ ۲ اوت ۱۹۷۵) موسیقی‌دان اهل اتحاد جماهیر شوروی سوسیالیستی است. وی از سال ۱۹۹۵ میلادی تاکنون مشغول فعالیت بوده‌است.